# Mecynorhina savagei
Mecynorhina savagei är en skalbaggsart som beskrevs av Harris 1844. Mecynorhina savagei ingår i släktet Mecynorhina och familjen Cetoniidae. Inga underarter finns listade i Catalogue of Life.